# 東濃ひのき
東濃ひのき（とうのうひのき）とは、岐阜県東濃地方の東部地域（裏木曽）を中心に産出されるヒノキの銘木である。東濃桧、東濃檜ともいう。
木曽五木の1つである。正確に言えばそれに準ずる木が正しい。
伊勢神宮の式年遷宮では外宮の用材として使用されている。

## 定義
元々は、岐阜県東濃地方（旧美濃国東部）の、裏木曽地方で産出されるヒノキである。室町時代からヒノキの産地である。江戸時代に尾張藩により美濃国恵那郡付知村、川上村、加子母村（現中津川市）の三箇村で伐採が禁じられている。
この地域はヒノキの生育域の北限に近く、以下のような特徴がある。
- 年輪幅が2〜3mm。均一でほぼ真円である。
- 材質はピンクで艶がある。
- 節が小さい。又は殆ど無い。
- 香りが高い。

現在は裏木曽地方以外の東濃地方の他、下呂市（馬瀬地区以外）、加茂郡、関市（洞戸地域、武儀地域）、郡上市（明宝地区、和良地区）で産出したヒノキも、東濃ひのきという。
伊勢神宮の式年遷宮では外宮の御神木として使用されている。
建築用木材が主流だが、その木屑は、バイオマスや様々な用途に用いられる。

## 東濃檜原産地協議会
加子母森林組合など5組合が発起人となり、東濃地域周辺の11の森林組合などが参加し2007年11月13日に設立総会が開かれた協議会。東濃檜の基準が岐阜県内産まで対象が拡大しつつあることから銘柄材「東濃檜」の原産地特定、生産流通の協同化を目的に設置された。

## その他
この地域では、森林鉄道が数多く存在していた。
- 北恵那鉄道
- 坂川鉄道
- 付知森林鉄道
- 七宗森林鉄道
- 小坂森林鉄道 など